# Kostelecké Horky
Kostelecké Horky település Csehországban, Rychnov nad Kněžnou-i járásban. Kostelecké Horky Čermná nad Orlicí, Svídnice, Krchleby, Borovnice, Skořenice, Plchovice, Kostelec nad Orlicí és Bošín településekkel határos. Lakosainak száma 183 fő (2024. január 1.).

## Népesség
A település lakosságának változását az alábbi diagram mutatja:
| Lakosok száma | 334  | 348  | 306  | 183  | 164  | 132  | 138  | 147  | 149  | 183  |
|               | 1869 | 1900 | 1921 | 1961 | 1980 | 2011 | 2016 | 2019 | 2021 | 2024 |